# Turkiet i olympiska sommarspelen 1936
Turkiet deltog i de olympiska sommarspelen 1936 i Berlin med en trupp bestående av 48 deltagare, 46 män och två kvinnor, vilka deltog i 26 tävlingar i sju grenar. Turkiet slutade på 19:e plats i medaljligan, med en guldmedalj och en bronsmedalj.

## Medaljer

### Guld
- Yaşar Erkan - Brottning, grekisk-romersk stil, fjädervikt.

### Brons
- Ahmet Kireççi - Brottning, fristil, mellanvikt.